# Лю Пинъюань
Лю Пинъюа́нь (кит. упр. 刘平原, 13 февраля 1993) — китайский боец смешанных единоборств, выступающий в суперлёгком весе промоушена UFC.

## Карьера в смешанных единоборствах

### Ранние годы
В 2008 году в возрасте 15 лет бросил учёбу. Лю первоначально начал заниматься смешанными единоборствами в 2010 году, до того, как перейти в UFC, выступал в Китае и Монголии с рекордом 11-5. 23 июля 2015 года выиграл турнир по правилам MMA, который проходил в Чэнду (КНР) в весовой категории до 61 кг. 27 ноября 2015 года принимал участие в международном турнире в Чехии, где в своей весовой категории стал третьим.

### Ultimate Fighting Championship
13 ноября 2017 года подписал контракт с промоушеном UFC.
Дебютировал 22 июля 2018 года на турнире UFC Fight Night: Shogun vs. Smith против Дэмиана Стасяка. Выиграл бой единогласным решением судей.
Следующий бой провёл 24 ноября 2018 года на турнире UFC Fight Night: Blaydes vs. Ngannou 2 против Мартина Дэя. Выиграл бой раздельным решением судей.
13 июля 2019 года встретился с Джонатаном Мартинесом на турнире UFC Fight Night: de Randamie vs. Ladd. Проиграл нокаутом в третьем раунде.
9 ноября 2019 года состоялся бой Лю с корейским бойцом Кан Кён Хо в рамках турнира UFC on ESPN+ 23. Проиграл бой раздельным решением судей.

## Личная жизнь
Лю тренируется в команде Team Alpha Male вместе с другим бойцом UFC китайского происхождения Сун Ядуном и является крёстным отцом его ребёнка.